# Blythe Masters
 (mai 2012).
Si vous disposez d'ouvrages ou d'articles de référence ou si vous connaissez des sites web de qualité traitant du thème abordé ici, merci de compléter l'article en donnant les références utiles à sa vérifiabilité et en les liant à la section « Notes et références ».
Blythe Sally Jess Masters (née le 22 mars 1969 à Oxford au Royaume-Uni) est une opératrice de marché de la banque J.P. Morgan & Co. (actuelle JPMorgan Chase) dans le secteur des ressources de base et matières premières de première nécessité (head of global commodities). En 1994, elle a été à l'origine d'un nouveau produit financier, le credit default swap (CDS), ou couverture de défaillance.

## Biographie
Elle a reçu une double formation en mathématiques et en finance. Elle est entrée à l'âge de dix-sept ans chez JPMorgan et y a effectué toute sa carrière. En 2015, on lui a proposé la direction de la division « banque d'investissement » de la banque Barclays, qu'elle a refusée.

## Création
On lui attribue généralement la création de la forme moderne du credit default swap (CDS). Le « contrat d'échange sur défaut de crédit », ou « couverture de défaillance », est une transaction non financée : sans obligation de mettre de côté des fonds pour garantir la transaction, le vendeur de protection reçoit des primes périodiques et augmente ses avoirs sans investissement en capital si aucun événement de crédit n'a lieu jusqu'à maturité du contrat. Dans le cas contraire, événement plus ou moins probable mais très coûteux, il est contraint de faire un paiement contingent, donc de fournir des fonds ex post. Il s'agit donc d'une exposition hors bilan.
En 2008, peu après le début de la crise bancaire et financière de l'automne 2008, le journal britannique The Guardian, reprenant une formule proposée par Warren Buffett, a décrit Blythe Masters comme « la femme qui a inventé les armes financières de destruction massive ». Le journal a ensuite présenté ses excuses pour n'avoir pas donné à l'intéressée la possibilité de répondre.